# Trivela

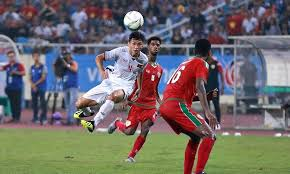
Một pha Trivela điển hình của Đoàn Văn Hậu

Trivela hay còn được gọi là vẩy má ngoài, là kĩ thuật được nhiều cầu thủ sử dụng trong bóng đá hiện nay. Cụ thể là cầu thủ sẽ đá (hoặc sút) vào trái bóng để chuyền bóng hoặc dứt điểm bằng má ngoài bàn chân. Bóng bay vừa xoáy vừa tạo ra một quỹ đạo vòng cung độc đáo. Cầu thủ có thể sử dụng chân không thuận để thực hiện kĩ thuật này bởi họ không cần dùng quá nhiều lực cho pha bóng.

## Lịch sử
Trong lịch sử bóng đá, đã có rất nhiều cầu thủ ghi bàn với kĩ thuật Trivela nhưng khi nhắc tới kĩ thuật này, người hâm mộ bóng đá sẽ nghĩ ngay tới Ricardo Quaresma của Bồ Đào Nha. Không chỉ sử dụng kĩ thuật Trivela trong khâu dứt điểm, Quaresma còn nhiều lần sử dụng kĩ thuật này để tạo cơ hội ghi bàn cho các đồng đội. Quaresma chia sẻ rằng anh khá yêu thích kĩ thuật này và đã sử dụng nó để ghi các bàn thắng cho FC Porto khi anh còn khoác áo CLB này.
Trivela là một kĩ thuật không hiếm gặp trong bóng đá, nhất là những cầu thủ không chơi đều hai chân thường dùng kĩ thuật này trong tình huống bóng không thuận lợi. Martina (Southampton - 2015) và Sturridge (Liverpool - 2016) là hai cái tên được ghi vào danh sách 10 bàn thắng thực hiện bằng Trivela đẹp nhất trong lịch sử. Nhìn những tình huống tưởng chừng bóng sẽ đi thẳng ra ngoài khung gỗ nếu như sút thẳng, nhưng với Trivela, bóng sẽ đi theo một đường cong tuyệt vời và bay vào khung thành một cách gọn gàng. Và nếu xét theo phương diện kĩ thuật, nó chỉ xếp sau rabona. Đã từng có một cầu thủ Việt Nam tên là Đoàn Văn Hậu sử dụng kỹ thuật Trivela để ghi bàn thắng từ cánh trái, đây là bàn thắng ấn định chiến thắng cho Đội tuyển Olympic Việt Nam trước Olympic Oman với tỉ số 1-0 trong lượt trận thứ 2 Giải Giao hữu Tứ hùng Cúp Vinaphone diễn ra tối 03/08/2018 trên Sân vận động Quốc gia Mỹ Đình.